# Kabo (underprefektur)
Kabo är en subprefektur i Centralafrikanska republiken.   Den ligger i prefekturen Ouham, i den västra delen av landet, 400 km norr om huvudstaden Bangui.
Omgivningarna runt Kabo är huvudsakligen savann. Runt Kabo är det mycket glesbefolkat, med 6 invånare per kvadratkilometer.